# Death Mills
Death Mills (pol. Młyny śmierci) – amerykański krótkometrażowy film dokumentalny z 1945 w reżyserii Billy’ego Wildera.
Pierwotnie dokument zrealizowany z niemiecką ścieżką dźwiękową i niemieckim tytułem „Die Todesmühlen” przeznaczony był do wyświetlania na terenie okupowanych przez aliantów Niemiec i Austrii, dlatego na samym początku filmu pojawia się tekst o treści: 

Amerykański Departament Stanu przedstawia narodowi niemieckiemu film „Młyny śmierci” przypominając, że w cieniu nazistowskich pochodów i widowisk miliony mężczyzn, kobiet i dzieci zamęczono na śmierć w ramach największego ludobójstwa w historii ludzkości.

## Fabuła
22-minutowy czarno-biały dokument przedstawia przerażający materiał filmowy z niemieckich nazistowskich obozów koncentracyjnych Bergen-Belsen i Buchenwald nakręcony po wyzwoleniu tych „piekieł na ziemi” przez żołnierzy brytyjskich i amerykańskich. W filmie umieszczono także sceny nakręcone przez Sowietów w wyzwolonych przez nich obozach Majdanek i Auschwitz-Birkenau. Sceny z obozów przedstawiają stosy martwych poskręcanych „ludzkich szkieletów”, masowe groby zamordowanych, nagich ocalałych więźniów (często wspieranych przez współwięźniów), krematoria i stosy zrabowanego posortowanego mienia. Dodatkowo film przedstawia dobrze wyglądających niemieckich cywilów zmuszonych przez aliantów do oglądania zamordowanych tak by ci nie mogli później mówić, że niemieckie obozy koncentracyjne to wymysł wrogiej propagandy.